# Gulgumpad flamrygg
Gulgumpad flamrygg (Euchrepomis sharpei) är en fågel i familjen myrfåglar inom ordningen tättingar.

## Utseende och läte
Gulgumpad flamrygg är en liten (11 cm) trädlevande myrsmyg med som namnet avslöjar gul övergump. Hanen har svart hjässa, ett smalt svart ögonstreck och ett vitt ögonbrynsstreck. Den är vitaktig på strupe och bröst, övergående i den grå halssidan. Ovansidan är olivgrön, mer sotfärgad på vingar och stjärt med gula vingband. Buken är ljusgul. Honan har brungrön hjässa och ovansida, mer gråaktigt bröst och gulgrön övergump. Lätet är en ljus, något accelererande drill med de sista tonerna fallande.

## Utbredning
Gulgumpad flamrygg förekommer i Andernas östsluttning i sydöstra Peru (Cusco, Puno) och västra Bolivia. Den behandlas som monotypisk, det vill säga att den inte delas in i några underarter.

## Status
IUCN kategoriserar arten som nära hotad.

## Namn
Fågelns vetenskapliga artnamn hedrar Richard Bowdler Sharpe (1847-1909), brittisk ornitolog vid British Museum of Natural History 1872-1909.